# Orgonakaktusz
Az orgonakaktusz (Pachycereus) nemzetség az Észak-Amerika oszlopkaktuszainak nagy részét magában foglaló Echinocereeae nemzetségcsoport tagja. Fajai nagy, elágazó növények.

## Elterjedése
Guatemala, Honduras, Mexikó, Amerikai Egyesült Államok.

## Jellemzői
Fa, vagy ritkábban bokor termetű, masszív növények. Hajtásaik egyenesek, orgonasípszerűek, a virágzó hajtás a vegetatív szártól többé-kevésbé különbözik (ld. cephalium), gazdagon tövisezett vagy néha tövismentes, gyakran dúsan gyapjas areolákkal. Világos, tölcsér alakú virágaik kicsik-középnagyok, éjjel vagy nappal nyílnak. A virágtölcsér kopasz vagy gyapjas is lehet. Termése gömbölyded, tövises bogyó, a pulpa vörös vagy bíborszínű.

## Rokonsági viszonyok, fajok
A Pachycereus nemzetség a nemzetségcsoport egyik fő fejlődési irányát képviseli, mindazonáltal fajai között, illetve más nemzetségekkel (Neobuxbaumia, Carnegiea, Stenocereus) való rokoni viszonyai nem kellően feltártak. Molekuláris genetikai elemzésük a közelmúltban kezdődött meg (Arias et al.; Taylor).
Az ismert fajok öt alnemzetséget alkotnak.
Lemaireocereus subgenus:
- Pachycereus gaumeri Britton & Rose in Cactaceae 2:71’ (1920)
- Pachycereus gaumeri ssp. foetidus nom. prov.  (MacD. & Mira) Hunt DR in New Cactus Lexicon 216’ (2006)
- Pachycereus lepidanthus (Eichlam) Britton & Rose in Cactaceae 2:76’ (1920)
- Pachycereus hollianus (Weber) Buxbaum in Bot. Stud. 12:19’ (1961)

Marginatocereus subgenus:
- Pachycereus marginatus (DeCandolle) Britton & Rose in Contr. US Nat. Herb. 12:421 (1909)

Pachycereus subgenus:
- Pachycereus grandis Rose in Contr. US Nat. Herb 12:421’ (1909)
- Pachycereus pecten-arboriginum (Engelmann ex Watson) Britton & Rose in Contr. US Nat. Herb. 12:422’ (1909)
- Pachycereus pringlei (Watson) Britton & Rose in Contr. US Nat. Herb. 12:422’ (1909)
- Pachycereus tepamo Gama & Arias in Novon 8(4):359-361’ (1998)
- Pachycereus weberi (Cltr.) Backeberg in Cactaceae Handb. 4:2152’ (1960)

Lophocereus subgenus:
- Pachycereus gatesii (Jones) Hunt DR in Bradleya 9:89’ (1991)
- Pachycereus militaris (Audot) Hunt DR in Bradleya 5:93’ (1987)
- Pachycereus schottii (Engelmann) Hunt DR in Bradleya 5:93’ (1987)

Pseudomitrocereus subgenus:
- Pachycereus fulviceps (K. Scumann) Hunt DR. in Bradleya 9:89’ (1991)

Egy intergenerikus hibrid taxon ismert a természetből, melynek egyik szülőfaja a Pachycereus pringlei:
- X Pacherocactus orcuttii (K. Brandegee) Rowley in Nat. Cact. Succ. J. 37(3):78’ (1982)